# إيتون (كامبريدجشير)
إيتون (بالإنجليزية: Etton, Cambridgeshire) هي قرية، قلعة وأبرشية مدنية تقع في المملكة المتحدة في إنجلترا. يقدر عدد سكانها بـ 158 نسمة .